# São Tomé és Príncipe az olimpiai játékokon
São Tomé és Príncipe 1996-ban vett részt első alkalommal az olimpiai játékokon, és azóta minden nyári sportünnepre küldött sportolókat, de sosem szerepelt még a téli olimpiai játékokon.
São Tomé és Príncipe egyetlen olimpikonja sem szerzett még érmet.
A São Tomé és Príncipe-i Olimpiai Bizottság 1979-ben jött létre, a NOB 1993-ban vette fel tagjai közé. A bizottság jelenlegi elnöke Mr João Manuel da Costa Alegre Afonso.